# CA Cerro
Club Atlético Cerro – urugwajski klub piłkarski z siedzibą w Montevideo. Został założony w 1922 roku.

## Osiągnięcia
- Mistrz drugiej ligi urugwajskiej: 1946, 1998

## Historia
Klub założony został 1 grudnia 1922. W sezonie 2005/06 klub spadł do drugiej ligi i w sezonie 2006/07 rozpoczął grę w drugiej lidze urugwajskiej (Segunda división uruguaya).